# Plagiostachys breviramosa
Plagiostachys breviramosa är en enhjärtbladig växtart som beskrevs av Elizabeth Jill Cowley. Plagiostachys breviramosa ingår i släktet Plagiostachys och familjen Zingiberaceae. Inga underarter finns listade i Catalogue of Life.